# Enrico VII di Lussemburgo
Enrico VII di Lussemburgo (tedesco Heinrich; in volgare italiano del tempo Arrigo; Valenciennes, 1275 – Ponte d'Arbia, 24 agosto 1313) è stato conte di Lussemburgo, re di Germania dal 1308, re dei Romani e imperatore del Sacro Romano Impero dal 1312 alla morte, primo imperatore della Casa di Lussemburgo. Durante il suo breve regno rafforzò la causa imperiale in Italia, divisa dalle lotte partigiane tra le fazioni guelfa e ghibellina, e ispirò i componimenti di lode di Dino Compagni, Dante Alighieri, mentre Giovanni Villani, nella sua Nuova Cronica, dedica un intero libro (il X), dalla discesa dell'Imperatore in Italia, dal suo arrivo ad Asti il 10 ottobre del 1310, fino alla sua morte, nel 1313. Tuttavia, la sua morte prematura impedì il compimento dei suoi propositi. La sua discesa in Italia  incontrò l'ostilità di papa Clemente V, Filippo IV di Francia e Roberto d'Angiò, re di Napoli.

## Origine
Secondo la Histoire généalogique de la maison royale de Dreux (Paris), Luxembourg, Enrico era figlio del conte di Lussemburgo, di Durbuy, di La Roche e di Arlon, Enrico VI e della moglie, Beatrice d'Avesnes, figlia di Baldovino d'Avesnes, signore di Beaumont e di Felicita di Coucy, figlia di Tommaso di Coucy Signore di Vervins e della moglie Matilde di Rethel.
Sempre secondo la Histoire généalogique de la maison royale de Dreux (Paris), Luxembourg, Enrico VI di Lussemburgo era figlio del conte di Lussemburgo, di La Roche e di Arlon, Enrico V e della moglie, Margherita di Bar (1220 - 1275), che a sua volta era figlia di Enrico II di Bar conte di Bar e di Filippa di Dreux, discendente (pronipote) dal re Luigi VI di Francia, figlia di Roberto II di Dreux e di Yolanda di Coucy.

## Biografia

### Dalla Contea all'Impero

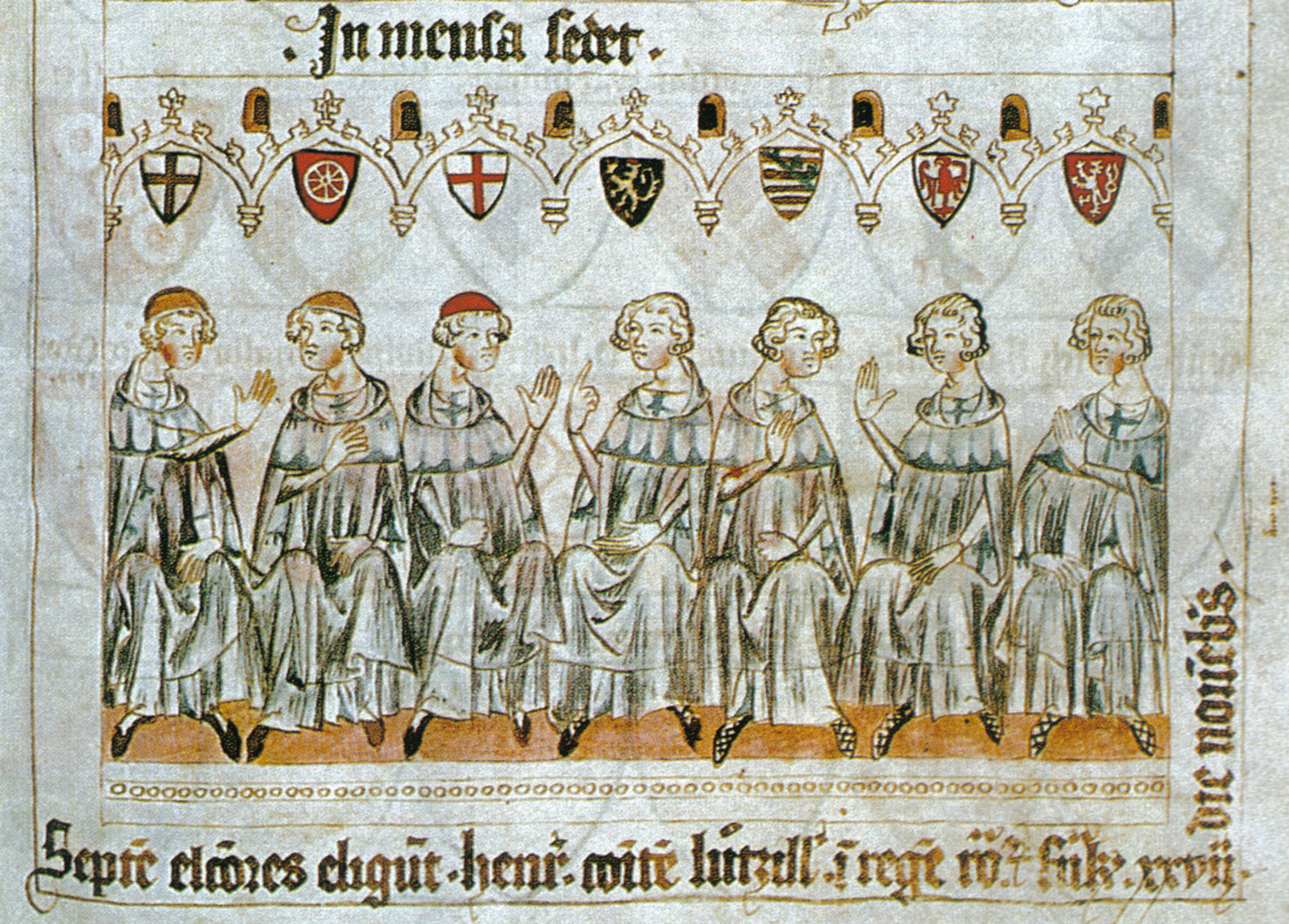
I sette principi elettori eleggono Enrico imperatore. Codex Balduini Trevirensis, 1340, Archivio di Stato di Coblenza, parte 1 C No. 1 fol. 3b

Enrico, figlio del conte Enrico VI di Lussemburgo, morto nel 1288 nella battaglia di Worringen, e di Beatrice d'Avesnes, fu educato, per influenza della madre francese, alla corte di Parigi.
Divenne signore di proprietà relativamente piccole in una zona periferica e prevalentemente di lingua francese del Sacro Romano Impero. Era sintomatico della debolezza dell'Impero il fatto che, durante il suo governo come Conte di Lussemburgo, accettò di diventare un vassallo francese, cercando la protezione di Filippo il Bello (1294). Governò in modo efficace, soprattutto nel mantenimento della pace in dispute feudali locali e cercò di attuare una politica indipendente e di espansione del territorio: nel 1292 aveva sposato Margherita di Brabante, dalla quale avrebbe avuto tre figli, ma anche l'inimicizia tra le due case.
Enrico venne coinvolto nella politica del Sacro Romano Impero con l'assassinio di re Alberto I del 1º maggio 1308. Quasi immediatamente, il re Filippo il Bello di Francia cominciò a cercare ostinatamente sostegno per suo fratello, Carlo di Valois, nella elezione a futuro re dei Romani. Convinto di avere l'appoggio del papa francese Clemente V, il suo progetto di portare l'impero nell'orbita della casa reale francese sembrava favorevole e cominciò a diffondere generosamente denaro francese nella speranza di corrompere gli elettori tedeschi. Anche se Carlo di Valois aveva l'appoggio di Enrico II, arcivescovo di Colonia, sostenitore francese, molti non erano desiderosi di vedere una espansione del potere francese e meno di tutti Clemente V. Il principale rivale di Carlo sembrava essere Rodolfo, conte palatino di Baviera.
Considerate le sue origini, sebbene fosse un vassallo di Filippo il Bello, Enrico non era vincolato da legami nazionali, e questo era un aspetto della sua idoneità come candidato di compromesso tra gli elettori che erano infelici sia con Carlo che con Rodolfo. Il fratello di Enrico, Baldovino, arcivescovo di Treviri, conquistò un certo numero di elettori, tra cui Enrico di Colonia, in cambio di alcune concessioni sostanziali. Di conseguenza, Enrico abilmente negoziò la sua ascesa alla corona, fu eletto con sei voti a Francoforte il 27 novembre 1308 e successivamente fu incoronato ad Aquisgrana il 6 gennaio 1309, giorno dell'Epifania.

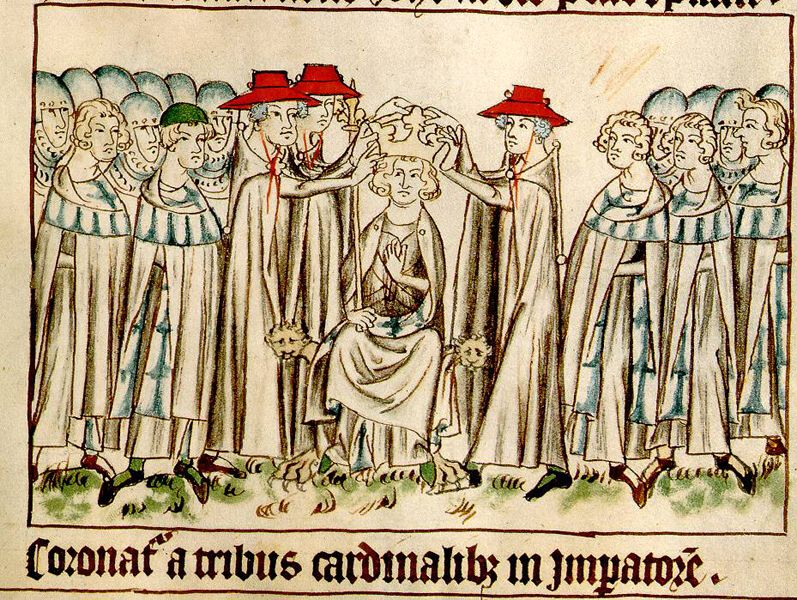
Incoronazione di Enrico imperatore

Nel luglio 1309, papa Clemente V, dalla sua nuova sede in Avignone, confermò l'elezione di Enrico e inizialmente concordò personalmente di incoronarlo imperatore nella Candelora del 1312, essendo stato il titolo vacante dopo la morte di Federico II. Enrico in cambio, giurò protezione al Papa, e accettò di difendere i diritti della Santa sede, di non attaccare i privilegi delle città dello Stato Pontificio e di andare in crociata, una volta incoronato imperatore.
Il 15 agosto 1309, Enrico VII annunciò la sua intenzione di recarsi a Roma, inviò i suoi ambasciatori in Italia per preparare il suo arrivo, e quindi di conseguenza le sue truppe sarebbero state pronte a partire entro il 10 ottobre 1310. Ma Enrico, appena incoronato re, ebbe problemi locali da affrontare prima di poter ottenere la corona imperiale. Gli fu chiesto di intervenire in Boemia da una parte della nobiltà boema e da alcuni ecclesiastici importanti e influenti, infelici del regime di Enrico di Carinzia: fu convinto a sposare suo figlio Giovanni, conte di Lussemburgo, a Elisabetta, la figlia di Venceslao II e così legittimare, a dispetto degli Asburgo, la sua pretesa alla corona boema.
Prima di lasciare la Germania, cercò quindi di migliorare le relazioni con gli Asburgo, confermandoli nei loro feudi imperiali (ottobre 1309); in cambio, Leopoldo d'Asburgo accettò di accompagnare Enrico nella sua spedizione italiana e di fornire anche delle truppe.
Enrico riteneva necessario ottenere l'incoronazione imperiale da parte del papa, sia a causa delle umili origini della sua casa, sia a causa delle concessioni che era stato costretto a fare per ottenere la corona tedesca. Egli inoltre considerava le corone d'Italia e di Arles, come un necessario contrappeso alle ambizioni del re di Francia. Per garantire il successo della sua spedizione italiana, Enrico entrò in trattative con Roberto, re di Napoli a metà del 1310, con l'intento di sposare sua figlia, Beatrice, al figlio di Roberto, Carlo, Duca di Calabria: si sperava così di ridurre in Italia le tensioni che contrapponevano gli anti-imperiali Guelfi, che guardavano al Re di Napoli per il governo, e i pro-imperiali ghibellini. I negoziati, però, furono interrotti a causa di eccessive richieste monetarie di Roberto e per l'interferenza del re di Francia, Filippo, che non gradiva una tale alleanza.

### La discesa in Italia

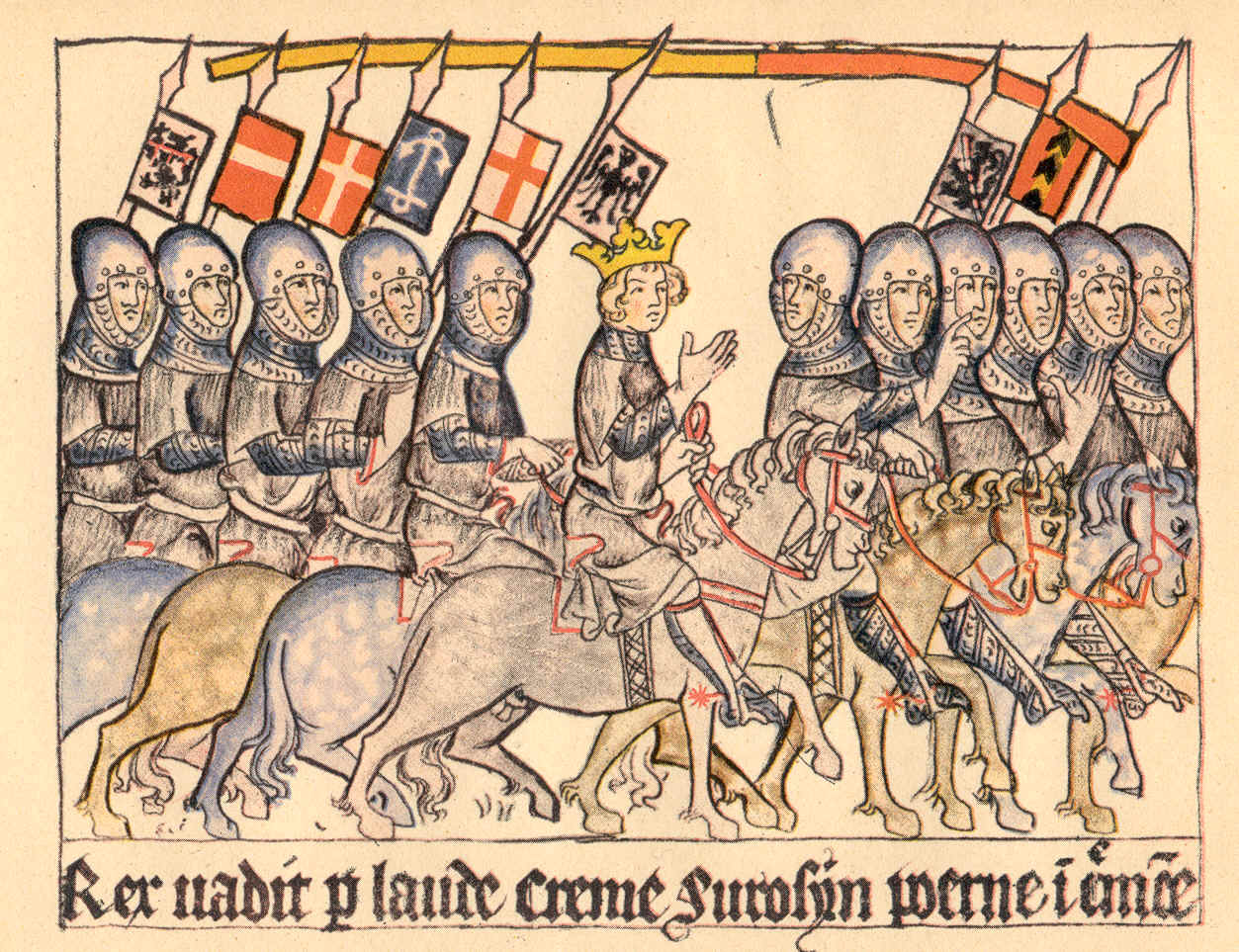
L'esercito imperiale nella discesa in Italia

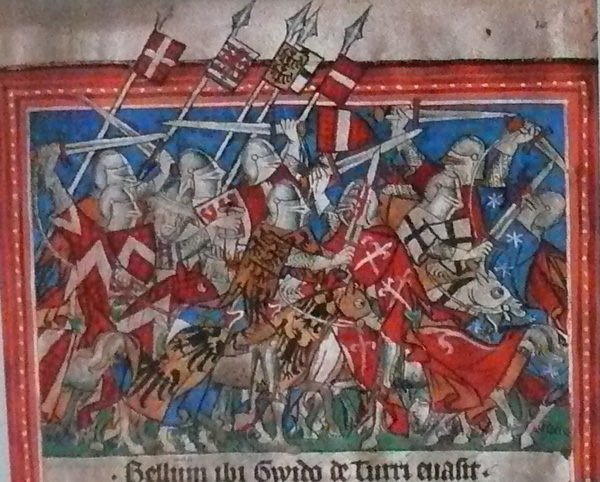
La cacciata dei Torriani da Milano

Mentre questi negoziati erano in corso, Enrico iniziò la sua discesa nel nord Italia nel mese di ottobre 1310, mentre suo figlio maggiore Giovanni rimaneva a Praga come vicario imperiale. Nel corso della traversata delle Alpi e della pianura lombarda, nobili e prelati di entrambe le fazioni guelfe e ghibelline si affrettarono a salutarlo, mentre Dante diffuse una lettera pregna di ottimismo indirizzata ai governanti e al popolo di Firenze.
Decenni di guerra e di lotte avevano visto in Italia la nascita di decine di città-stato indipendenti, ognuna nominalmente guelfa o ghibellina, sostenuta dalla nobiltà urbana a sostegno di un sovrano potente (come Milano), o dalle emergenti classi mercantili incorporate in uno stato repubblicano (come Firenze). All'inizio non dimostrò alcun favoritismo per nessuna delle parti, sperando che la sua magnanimità sarebbe stata ricambiata da entrambe le fazioni; tuttavia, insistette sul fatto che i governanti attuali di tutte le città-stato italiane avevano usurpato i loro poteri, che le città dovevano tornare sotto il controllo immediato dell'Impero, e che gli esuli dovevano essere richiamati. Infine costrinse le città a rispettare le sue richieste. Anche se Enrico ricompensò la loro sottomissione con titoli e feudi, questo atteggiamento causò un forte risentimento che crebbe nel corso del tempo.
Questa era la situazione che il re dovette affrontare quando arrivò a Torino nel novembre del 1310, alla testa di 5.000 soldati, di cui 500 cavalieri.
Dopo un breve soggiorno ad Asti, dove intervenne negli affari politici della città con grande costernazione dei guelfi italiani, Enrico procedette verso Milano, dove fu incoronato re d'Italia con la Corona ferrea il 6 gennaio 1311, giorno dell'Epifania nella chiesa di Sant'Ambrogio.
I Guelfi toscani si rifiutarono di partecipare alla cerimonia e così ebbe inizio la preparazione all'opposizione ai sogni imperiali di Enrico. Come parte del suo programma di riabilitazione politica, Enrico richiamò dall'esilio i Visconti, i governanti estromessi da Milano. Guido della Torre, che aveva cacciato i Visconti da Milano, si oppose e organizzò contro l'imperatore una rivolta che fu spietatamente repressa, mentre i Visconti riacquistavano il potere e Matteo Visconti veniva nominato vicario imperiale di Milano, e suo cognato, Amedeo di Savoia, vicario generale in Lombardia. Queste misure, oltre a un prelievo di massa imposto alle città italiane, portarono le città guelfe a rivoltarsi contro Enrico e determinarono un'ulteriore resistenza quando il sovrano cercò di far valere i diritti imperiali su quelle che erano diventate terre comunali e provò a sostituire i regolamenti comunali con le leggi imperiali. Tuttavia, Enrico riuscì a ripristinare una parvenza di potere imperiale in alcune parti del nord Italia, in città come Parma, Lodi, Verona e Padova.
Allo stesso tempo ogni resistenza dei comuni del nord Italia veniva soppressa senza pietà. La prima città a subire l'ira di Enrico fu Cremona, dove la famiglia Torriani e i loro sostenitori si erano rifugiati: cadde il 26 aprile 1311 e le mura della città furono rase al suolo.

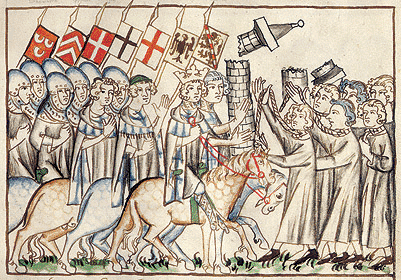
L'imperatore Enrico raffigurato in una miniatura mentre entra in Brescia, dopo averne ottenuto la resa e fatto demolire sia le torri che le mura

Enrico poi impiegò quattro mesi di tempo nell'estate 1311 nell'assedio di Brescia, che gli fece ritardare il suo viaggio a Roma. L'opinione pubblica cominciò a rivoltarsi contro Enrico; la stessa Firenze si alleò con le comunità guelfe di Lucca, Siena e Bologna e si impegnò in una guerra di propaganda contro il re. Questo comportò anche che papa Clemente V, sotto la pressione crescente da re Filippo di Francia, cominciò a prendere le distanze da Enrico e ad abbracciare la causa dei guelfi italiani che si erano rivolti al papato per ottenere sostegno.
Nonostante la peste e le diserzioni, Enrico riuscì a ottenere la resa di Brescia nel settembre 1311, poi passò per Pavia prima di arrivare a Genova, dove di nuovo cercò di mediare tra le fazioni in lotta all'interno della città. Durante il suo soggiorno nella città, sua moglie Margherita di Brabante morì. Inoltre, mentre era a Genova scoprì che il re Roberto di Napoli aveva deciso di opporsi al consolidamento del potere imperiale nella penisola italiana e aveva ripreso la sua tradizionale posizione di capo della parte guelfa, che vedeva schierate Firenze, Lucca, Siena e Perugia. Enrico provò ad intimidire Roberto ordinandogli di presenziare alla sua incoronazione imperiale e di giurare fedeltà per i suoi feudi imperiali in Piemonte e Provenza.
Mentre gran parte della Lombardia era in aperta ribellione contro Enrico, con rivolte tra il dicembre 1311 e il gennaio 1312, in Romagna il re Roberto rafforzava la sua posizione. Tuttavia, i sostenitori imperiali riuscivano a occupare Vicenza e ricevevano un'ambasciata da Venezia, che offriva l'amicizia della loro città.
Dopo aver trascorso due mesi a Genova, il sovrano continuò in nave verso Pisa, dove fu ricevuto con entusiasmo dagli abitanti, ghibellini e nemici tradizionali di Firenze. Qui ancora una volta iniziò a negoziare con Roberto di Napoli, prima di decidere di entrare in un'alleanza con Federico III di Sicilia, per rafforzare la sua posizione e mettere pressione sul re angioino. Poi lasciò Pisa per andare a Roma per essere incoronato imperatore, ma sulla sua strada dovette scoprire che Clemente V non aveva intenzione di incoronarlo in quella sede.

### La guerra contro Firenze e Napoli

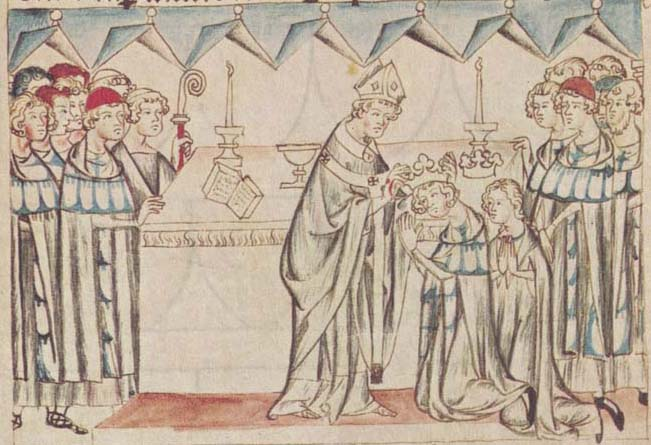
Incoronazione nella basilica del Laterano.

Enrico si avvicinò alle mura di Roma, mentre la città era in uno stato di confusione: la famiglia Orsini aveva abbracciato la causa di Roberto di Napoli, mentre i Colonna erano schierati con gli imperiali.
Il 7 maggio, le truppe tedesche si fecero strada attraverso il Ponte Milvio ed entrarono in Roma, ma fu impossibile scacciare le truppe angioine dalla roccaforte del Vaticano. La famiglia Colonna controllava stabilmente la zona attorno alla basilica di San Giovanni in Laterano, Santa Maria Maggiore ed il Colosseo; Enrico fu costretto a svolgere la sua incoronazione il 29 giugno 1312 presso il Laterano. La cerimonia fu effettuata da tre cardinali ghibellini che si erano uniti a Enrico lungo il suo cammino attraverso l'Italia. Roberto di Napoli, nel frattempo, aumentava le sue richieste all'imperatore: voleva che suo figlio Carlo fosse nominato vicario imperiale di Toscana e che Enrico partisse da Roma entro quattro giorni dalla sua incoronazione. Ma Enrico rinunciava a impegnarsi, come papa Clemente V gli aveva chiesto, di cercare una tregua con Roberto di Napoli e anzi minacciava di attaccare il Regno di Napoli, dopo aver concluso un trattato con il rivale di Roberto al trono di Sicilia, Federico d'Aragona.
Ma il caos nella città di Roma costrinse Enrico ad allontanarsi e, seguendo il consiglio dei ghibellini toscani, si recò ad Arezzo. Qui, nel settembre 1312, emise una sentenza contro Roberto di Napoli, in quanto vassallo ribelle, mentre da Carpentras, vicino ad Avignone, Clemente V non era disposto a sostenere pienamente l'imperatore. Ma prima che Enrico potesse organizzarsi per attaccare Roberto di Napoli, dovette avere a che fare con i fiorentini.
A metà settembre, si avvicinò molto rapidamente alla città toscana: era ovvio che la milizia della città e la cavalleria guelfa non potevano competere con l'esercito imperiale in una battaglia aperta. Siena, Bologna, Lucca e altre città inviarono uomini per aiutare nella difesa delle mura. Così ebbe inizio l'assedio di Firenze: l'imperatore disponeva di circa 15 000 fanti e 2 000 cavalieri, contro 64 000 difensori. Firenze fu in grado di mantenere aperta ogni porta, tranne quella dalla parte dell'imperatore assediante, e mantenne tutte le sue rotte commerciali funzionanti. Per sei settimane Enrico batté le mura di Firenze e alla fine fu costretto ad abbandonare l'assedio. Tuttavia, entro la fine del 1312, aveva soggiogato gran parte della Toscana e aveva trattato i suoi nemici sconfitti con grande indulgenza.
Nei primi di gennaio del 1313 arrivò a Poggibonsi, memore della fedeltà alla causa ghibellina dei suoi abitanti, qui dopo avere ricevuto le chiavi della città, iniziò la costruzione di una nuova città sul sito dell'antica Poggio Bonizio, ribattezzandola Monte Imperiale. Il nuovo insediamento, che doveva essere un nuovo capisaldo del potere imperiale nella Toscana fu recintato e munito di quattro porte: Porta Romana, Porta Aretina, Porta Pisana e la Porta Nicolaia. Da Monte Imperiale l'Imperatore pronunziò editti contro i guelfi toscani ed anche contro Roberto d'Angiò. Nel marzo del 1313, l'imperatore tornò nella sua roccaforte di Pisa, e da qui accusò formalmente di tradimento Roberto di Napoli che finalmente aveva deciso di accettare la carica di capitano della lega guelfa. Mentre indugiava a Pisa, in attesa di rinforzi provenienti dalla Germania, attaccò Lucca, un nemico tradizionale di Pisa.
Dopo aver ottenuto più denaro che poteva da Pisa (circa 2 milioni di fiorini), Enrico iniziò la sua campagna contro Roberto di Napoli l'8 agosto 1313. I suoi alleati italiani erano restii a unirsi a lui e così il suo esercito era composto di circa 4 000 cavalieri, mentre una flotta era pronta ad attaccare il regno di Napoli dal mare.

### La morte

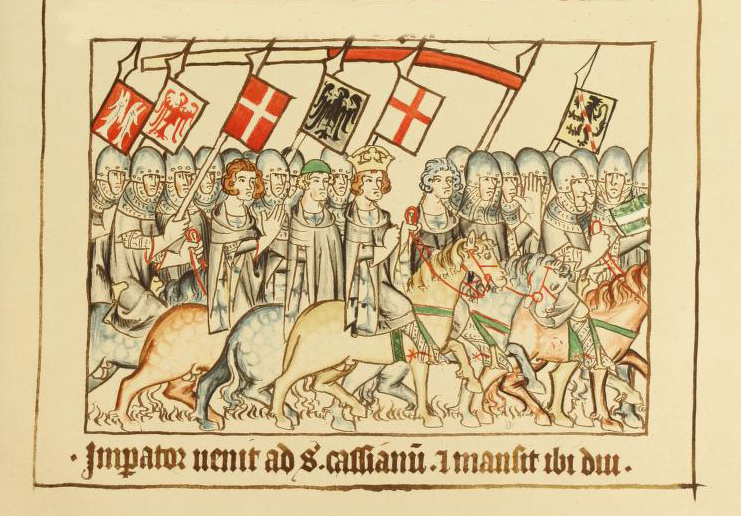
Ingresso di Enrico VII a San Casciano

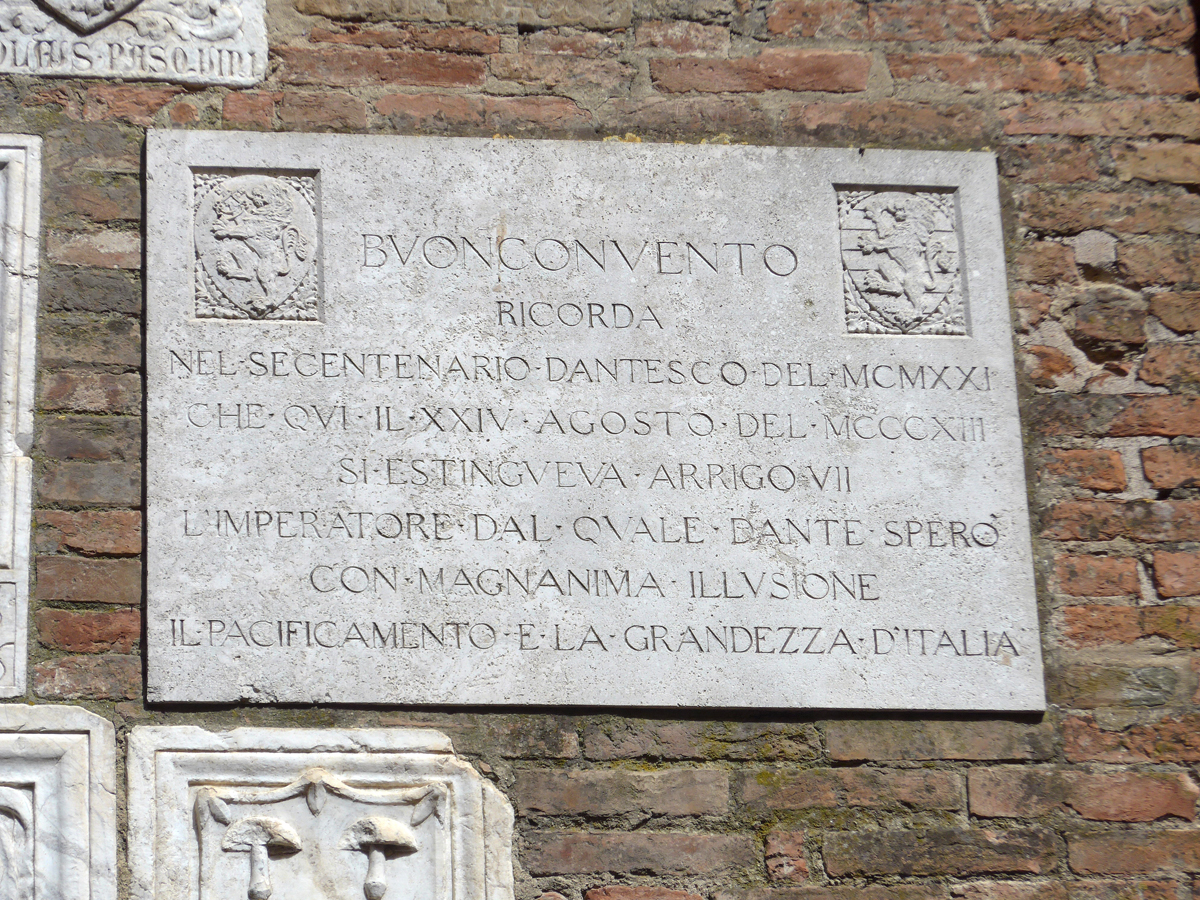
Buonconvento, lapide a Enrico VII posta sul municipio.

Il suo primo obiettivo fu la città guelfa di Siena, che cinse d'assedio, ma nel giro di una settimana sembra che fosse colpito dalla malaria. Lasciati i Bagni di Macereto e le Terme di Santa Caterina, dove aveva cercato sollievo, si portò a Buonconvento dove morì venerdì 24 agosto 1313 a ora nona nella chiesa di San Pietro, come riporta Tommaso Montauri. Anche Agnolo di Tura riporta che morì nella chiesa di Buonconvento. La stessa cosa affermano altri cronisti dell'epoca, come riportato nel volume Arrigo VII di Lussemburgo imperatore curato da Carli, Civitelli e Pellegrini.
La leggenda vuole che fosse stato avvelenato da un frate di nome Bernardino da Montepulciano. Essa contiene un fondamento di verità: Enrico VII aveva contratto l'antrace, una infezione acuta che crea piaghe di colore scuro; all'epoca per curarla si usavano impacchi all'arsenico. Dall'esame delle ossa, riesumate dalla Cattedrale di Pisa, dove erano state sepolte, il prof. Francesco Mallegni ha rivelato che l'imperatore era stato avvelenato proprio dall'arsenico. Dall'analisi del teschio è emerso anche che il volto scolpito da Tino di Camaino non corrisponde a quello che avrebbe avuto realmente.
Dopo la sua morte gli furono tolte le viscere che furono conservate sotto l'altare di Sant'Antonio nella chiesa stessa, come ricordava una lapide in situ fino a tutto il 1700. Il corpo fu trasportato a Paganico e poi a Suvereto, dove fu sottoposto, a causa del caldo che impediva il ritorno del cadavere in Germania, al rito del mos Teutonicus, ossia la bollitura del corpo per separare le carni dalle ossa. In questo modo le ossa, unitamente ai simboli imperiali, scettro e globo, vennero tumulate fra spezie e aromi nel Duomo di Pisa, la città in assoluto a lui più fedele, mentre le carni furono sepolte nella chiesa di Buonconvento dove la comunità locale fu ben felice di ospitare la reliquia dell’Imperatore. Enrico non aveva nemmeno 40 anni quando morì e le speranze per un effettivo potere imperiale, in Italia, morirono con lui.

### L'eredità
Alla morte di Enrico VII, e per i decenni successivi, la figura centrale nella politica italiana sarebbe stata proprio Roberto di Napoli. Nell'Impero, il figlio di Enrico, Giovanni il Cieco, fu eletto re di Boemia nel 1310. Dopo la morte di Enrico VII, due rivali, Ludovico Wittelsbach di Baviera e Federico il Bello della Casa d'Asburgo, rivendicarono la corona. La loro disputa culminò il 28 settembre 1322 nella battaglia di Mühldorf, dove Federico fu sconfitto. Anche la spedizione italiana di Ludovico (1327-1329), realizzata nello spirito di recuperare le sconfitte di Enrico, fu abortita. L'eredità di Enrico risulta particolarmente evidente nelle carriere di successo di due fra i despoti locali che egli fece vicari imperiali in città del nord, Cangrande I della Scala di Verona e Matteo Visconti di Milano.
Il medievalista tedesco Bernd Schneidmüller inserisce Enrico VII nella sua lista dei "re-conti", gli imperatori o re dei Romani dei secoli XIV e XV anteriori al definitivo passaggio del titolo imperiale alla Casa d'Asburgo.

### Il monumento funebre a Pisa

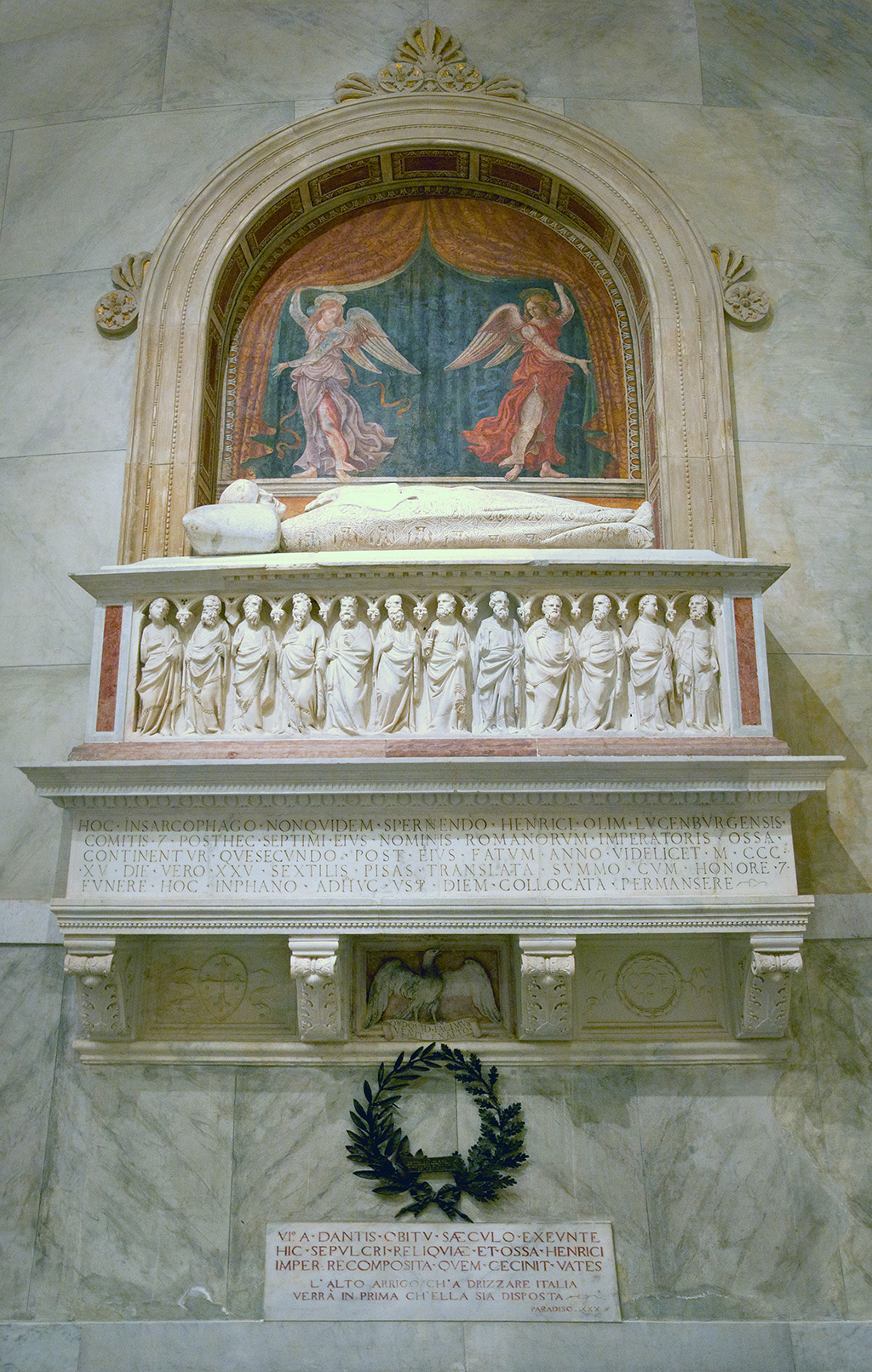
La tomba di Enrico VII come si presenta oggi

Pisa era una città ghibellina, il che significa che la città aveva sostenuto il Sacro Romano Impero. Quando Enrico VII morì, i Pisani costruirono una tomba monumentale all'interno della loro Cattedrale, con ricco corredo. La tomba fu collocata dietro l'altar maggiore, nell'abside. La scelta del luogo era diretta a dimostrare la devozione dei Pisani per l'Imperatore.
La tomba fu costruita nel 1315 da Tino di Camaino ed era composta dal sarcofago, la statua di Enrico VII, disteso sopra di esso e molte altre statue di dignitari e angeli. Ma non ebbe lunga vita: per motivi politici fu smantellata, poi fu danneggiata nell'incendio del 1595, e le parti furono riutilizzate in altri luoghi della piazza del Duomo. Fino al 1985, il sarcofago dell'imperatore era stato trasferito nel transetto destro della Primaziale, vicino all'urna di San Ranieri, patrono alfeo. Un paio di statue erano state messe sulla parte superiore della facciata e una serie di statue raffiguranti lo stesso Enrico e i suoi consiglieri erano nel Camposanto monumentale. Oggi le statue si trovano nel Museo dell'Opera del Duomo, inaugurato nel 1986, mentre la tomba è rimasta nella Cattedrale. 
Una ricognizione è stata effettuata nel 2014 ed ha permesso di recuperare le ossa dell'Imperatore, la corona, lo scettro e il globo, oltre ad un raffinatissimo drappo rosso.
L'analisi ha permesso di ricostruire il volto dal Cranio da parte del Prof. Francesco Mallegni, di capire che la testa e il resto del corpo furono sottoposti a bollitura separatamente e che la causa della morte fu un eccesso di arsenico con cui dovette presumibilmente curare l'antrace di cui alcune fonti riportano soffrisse l'imperatore da un anno circa.

## Dante e l'imperatoreArrigo
Enrico è il famoso alto Arrigo nel Paradiso di Dante. Anche nel Purgatorio Dante allude ad un uomo savio che, si augura, riporrà l'Italia sotto il controllo imperiale ponendo così fine al potere temporale della Chiesa.

E 'n quel gran seggio a che tu li occhi tieni
per la corona che già v'è sù posta,
prima che tu a queste nozze ceni,
sederà l'alma, che fia giù agosta,
de l'alto Arrigo, ch'a drizzare Italia
verrà in prima ch'ella sia disposta.
La cieca cupidigia che v'ammalia
simili fatti v'ha al fantolino
che muor per fame e caccia via la balia.
E fia prefetto nel foro divino
allora tal, che palese e coverto
non anderà con lui per un cammino.
Ma poco poi sarà da Dio sofferto
nel santo officio; ch'el sarà detruso
là dove Simon mago è per suo merto,
e farà quel d'Alagna intrar più giuso».
Dante, Paradiso, XXX, vv. 133-148
Il 31 marzo 1311, dal castello dei Guidi a Porciano, Dante scrisse ai suoi concittadini di Firenze cercando di convincerli ad assoggettarsi a Enrico VII, nel quale riconosceva le alte qualità morali e nel quale sperava per un riequilibrio del potere temporale della Chiesa succube del Regno di Francia.

## Famiglia ed eredi
Si sposò a Tervuren il 9 luglio 1292 con Margherita di Brabante, figlia di Giovanni I di Brabante ed ebbe i seguenti figli:
1. Giovanni di Lussemburgo (10 agosto, 1296 – 26 agosto, 1346),
2. Maria (1304 – 26 marzo 1324, Issoudun), sposata a Parigi il 21 settembre 1322 con re Carlo IV di Francia.
3. Beatrice (1305 – 11 novembre 1319), sposata nel 1318 con re Carlo I di Ungheria.

## Ascendenza
|                           |                    |                             | Genitori                      |  |  | Nonni |  |  | Bisnonni                 |  |  | Trisnonni              |  |
|                           |                    |                             |                               |  |  |       |  |  | Valerano III di Limburgo |  |  | Enrico III di Limburgo |  |
|                           |                    |                             |                               |  |  |       |  |  | Valerano III di Limburgo |  |  | Enrico III di Limburgo |  |
|                           |                    | Sofia di Saarbrücken        |                               |  |  |       |  |  | Valerano III di Limburgo |  |  |                        |  |
| Enrico V di Lussemburgo   |                    |                             |                               |  |  |       |  |  | Valerano III di Limburgo |  |  |                        |  |
|                           |                    | Ermesinda di Lussemburgo    | Enrico IV di Lussemburgo      |  |  |       |  |  |                          |  |  |                        |  |
|                           |                    | Ermesinda di Lussemburgo    | Enrico IV di Lussemburgo      |  |  |       |  |  |                          |  |  |                        |  |
|                           |                    | Ermesinda di Lussemburgo    | Agnese di Gheldria            |  |  |       |  |  |                          |  |  |                        |  |
| Enrico VI di Lussemburgo  |                    | Ermesinda di Lussemburgo    |                               |  |  |       |  |  |                          |  |  |                        |  |
|                           |                    | Enrico II di Bar            | Teobaldo II di Bar            |  |  |       |  |  |                          |  |  |                        |  |
|                           |                    | Enrico II di Bar            | Teobaldo II di Bar            |  |  |       |  |  |                          |  |  |                        |  |
|                           |                    | Enrico II di Bar            | Ermesinda di Bar-sur-Seine    |  |  |       |  |  |                          |  |  |                        |  |
| Margherita di Bar         |                    | Enrico II di Bar            |                               |  |  |       |  |  |                          |  |  |                        |  |
|                           |                    | Philippa di Dreux           | Roberto II di Dreux           |  |  |       |  |  |                          |  |  |                        |  |
|                           |                    | Philippa di Dreux           | Roberto II di Dreux           |  |  |       |  |  |                          |  |  |                        |  |
|                           |                    | Philippa di Dreux           | Yolande de Coucy              |  |  |       |  |  |                          |  |  |                        |  |
| Enrico VII di Lussemburgo |                    | Philippa di Dreux           |                               |  |  |       |  |  |                          |  |  |                        |  |
|                           | Burcardo d'Avesnes | Giacomo d'Avesnes           |                               |  |  |       |  |  |                          |  |  |                        |  |
|                           | Burcardo d'Avesnes | Giacomo d'Avesnes           |                               |  |  |       |  |  |                          |  |  |                        |  |
|                           | Burcardo d'Avesnes | Adelina di Guisa            |                               |  |  |       |  |  |                          |  |  |                        |  |
| Baldovino d'Avesnes       | Burcardo d'Avesnes |                             |                               |  |  |       |  |  |                          |  |  |                        |  |
|                           |                    | Margherita II delle Fiandre | Baldovino I di Costantinopoli |  |  |       |  |  |                          |  |  |                        |  |
|                           |                    | Margherita II delle Fiandre | Baldovino I di Costantinopoli |  |  |       |  |  |                          |  |  |                        |  |
|                           |                    | Margherita II delle Fiandre | Maria di Champagne            |  |  |       |  |  |                          |  |  |                        |  |
| Beatrice d'Avesnes        |                    | Margherita II delle Fiandre |                               |  |  |       |  |  |                          |  |  |                        |  |
|                           |                    | Thomas II di Coucy          | Raoul I di Coucy              |  |  |       |  |  |                          |  |  |                        |  |
|                           |                    | Thomas II di Coucy          | Raoul I di Coucy              |  |  |       |  |  |                          |  |  |                        |  |
|                           |                    | Thomas II di Coucy          | Alix di Dreux                 |  |  |       |  |  |                          |  |  |                        |  |
| Félicité di Coucy         |                    | Thomas II di Coucy          |                               |  |  |       |  |  |                          |  |  |                        |  |
|                           |                    | Mahaut di Rethel            | Hugues II di Rethel           |  |  |       |  |  |                          |  |  |                        |  |
|                           |                    | Mahaut di Rethel            | Hugues II di Rethel           |  |  |       |  |  |                          |  |  |                        |  |
|                           |                    | Mahaut di Rethel            | Félicité di Broyes            |  |  |       |  |  |                          |  |  |                        |  |
|                           |                    | Mahaut di Rethel            |                               |  |  |       |  |  |                          |  |  |                        |  |

### Fonti
- (LA) Albertino Mussato, Albertini Mussati Historia augusta Henrici VII Caesaris, ex typogr. Pinelliana, 1636.
- (LA)  Wilhelm von Dönniges, Acta Henrici VII. 2 Bände, Berlin 1839.
- (LA)  Acta Aragonensia. Hrsg. von Heinrich Finke. Bd. 1, Berlin 1908.
- (LA)  MGH Constitutiones et acta publica imperatorum et regum. Bearbeitet von Jakob Schwalm, Bd. 4 (2 Teilbände). Hannover 1906 (und Nachdrucke; Tbd. 1[collegamento interrotto], Tbd. 2[collegamento interrotto]).
- (DE)  Geschichtsschreiber der deutschen Vorzeit (GDV) 79/80. Hrsg. von Walter Friedensburg. Leipzig 1898.
- (DE)  Kaiser Heinrichs Romfahrt. Zur Inszenierung von Politik in einer Trierer Bilderhandschrift des 14. Jahrhunderts. Hrsg. von Wolfgang Schmid (Mittelrheinische Hefte 21). Koblenz 2000.
- (FR)  Histoire généalogique de la maison royale de Dreux (Paris), Luxembourg.

### Studi
- (DE)  Friedrich Schneider, Kaiser Heinrich VII., Greiz 1924–1928.
- (EN)  William M. Bowsky, Henry VII in Italy. The Conflict of Empire and City-State, 1310–1313, University of Nebraska Press, Lincoln 1960.
- (DE)  Maria Elisabeth Franke, Kaiser Heinrich VII. im Spiegel der Historiographie. Eine faktenkritische und quellenkundliche Untersuchung ausgewählter Geschichtsschreiber der ersten Hälfte des 14. Jahrhunderts, Böhlau, Köln-Weimar-Wien 1992. ISBN 3-412-10392-6
- (DE)  Roland Pauler, Die deutschen Könige und Italien im 14. Jahrhundert. Von Heinrich VII. bis Karl IV., Wissenschaftliche Buchgesellschaft, Darmstadt 1997. ISBN 3-534-13148-7.
- (EN)  Jones, Michael, The New Cambridge Medieval History, Vol. VI: c. 1300-c. 1415, Cambridge University Press, 2000
- (DE)  Jörg K. Hoensch, Die Luxemburger. Eine spätmittelalterliche Dynastie von gesamteuropäischer Bedeutung 1308–1437, Kohlhammer, Stuttgart 2000, ISBN 3-17-015159-2
- Ponte d'Arbia, i luoghi della fede, testi di Roberta Mariotti ed altri, Siena 2003
- (EN)  Kleinhenz, Christopher, Medieval Italy: an encyclopedia, Volume 1, Routledge, 2004
- (DE)  Malte Heidemann, Heinrich VII. (1308–1313). Kaiseridee im Spannungsfeld von staufischer Universalherrschaft und frühneuzeitlicher Partikularautonomie (Studien zu den Luxemburgern und ihrer Zeit 11), Fahlbusch, Warendorf 2008. ISBN 978-3-925522-24-6
- (DE)  Vom luxemburgischen Grafen zum europäischen Herrscher. Neue Forschungen zu Heinrich VII., hrsg. Ellen Widder unter Mitarbeit von Wolfgang Krauth, (Publications du Centre Luxembourgeois de Documentation et d'Etudes Médiévales; 23), Luxemburg 2008. ISBN 2-919979-19-1
- (DE)  Der Weg zur Kaiserkrone. Der Romzug Heinrichs VII. in der Darstellung Erzbischof Balduins von Trier, hrsg. Michel Margue - Michel Pauly - Wolfgang Schmid, Kliomedia, Trier 2009. ISBN 978-3-89890-129-1
- (FR)  Gouvernance européenne au bas moyen-âge. Henri VII de Luxembourg et l'Europe des grandes dynasties, Actes des 15èmes Journées Lotharingiennes, 14 – 17 octobre 2008, Université du Luxembourg, Luxemburg 2010. ISBN 978-2-919979-22-6